# Le Déjeuner d'huîtres
Le Déjeuner d'huîtres est un tableau de Jean-François de Troy peint en 1735 et conservé au musée Condé à Chantilly. Il s'agit d'une commande royale destinée avec son pendant, Le Déjeuner de jambon de Nicolas Lancret, à décorer la salle à manger des petits appartements du château de Versailles. Le tableau présente la particularité historique de représenter la première bouteille de champagne peinte.

## Historique
Ce tableau est une commande du roi Louis XV au peintre Jean-François de Troy, pour la salle à manger des petits appartements du château de Versailles, qui le réalise en 1735. Au même moment, il réalise deux autres tableaux pour les appartements du roi : Le Déjeuner de chasse (musée du Louvre), ainsi qu'un Cerf aux abois. Pour le premier tableau, le peintre n'est réglé que le 20 janvier 1738 par la somme de 2 400 livres. Dans les appartements, il faisait le pendant au Déjeuner de jambon de Nicolas Lancret. Il est en place en 1737 et figure dans l'inventaire des collections royales à cette date. Mais dès 1768, les tableaux ont quitté les appartements à la suite de leur réaménagement en salles d'offices et de cuisines. En 1784, les tableaux sont présents à la surintendance du château.
À la Révolution, le tableau est saisi et expédié au Muséum central des arts, ancêtre du musée du Louvre. À la Restauration, en 1817, Louis-Philippe Ier, alors duc d'Orléans, réclame l'œuvre ainsi que son pendant car selon lui, ils proviennent de la collection du Régent, son ancêtre (ce qui est inexact). Il envoie les deux tableaux, ainsi que Le Déjeuner de chasse, récupéré de la même manière dans son château d'Eu. Son fils, le duc d'Aumale l'acquiert en 1857 lors de la vente des collections de son père à Londres. Il obtient que les deux pendants soient retirés de la vente : le Déjeuner d'huître est acquis pour 3 000 francs. Il les installe dans sa propriété d'Orléans House à Twickenham. Ces tableaux ont pour lui une valeur sentimentale : son père lui décrivait les noms des personnages ici représentés, même si les historiens de l'art doutent aujourd'hui qu'ils puissent représenter des personnages ayant réellement existé. Revenu en France en 1871, il l'expose dans la grande galerie de son château de Chantilly, actuellement propriété de l'Institut de France.
Le tableau a fait l'objet de transformations : à l'origine intégré dans des boiseries, il lui a été donné une forme plus régulière. Il a enfin fait l'objet d'un nettoyage complet en 2000, avec la réparation des soulèvements et des jaunissements, ainsi que la suppression des repeints en plusieurs endroits.

## Description et analyse

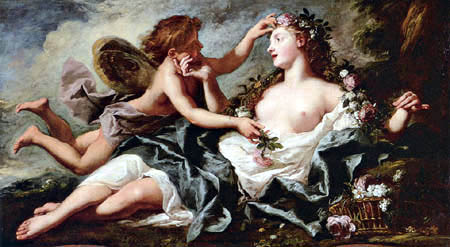
Zéphyr et Flore, coll. privée.

Le tableau représente une scène de repas aristocratique dans une salle richement décorée. Il représente un déjeuner d'huîtres plates accompagné de champagne. Quatre personnages lèvent les yeux vers un bouchon de champagne qui saute, sur fond de la colonne de marbre. Deux bourriches garnies de paille et de varech ont été renversées sur le carrelage.
Le tableau est un élément documentaire pour la connaissance des arts de la table au XVIIIe siècle : rafraîchissoirs, porcelaines, salières. La table au centre de la pièce est ronde, pour éviter les usages de l'Étiquette. Les chaises sont cannées, la vaisselle est en argent. Les bouteilles de champagne, plus trapues que de nos jours, sont posées sur la table. Les verres sont posés dans des petits rafraîchissoirs en porcelaine de Chine ou du Japon. Devant la table, une desserte sert à garder les bouteilles au frais dans de la glace et à ranger les assiettes
. Il s'agit sans doute d'une des plus anciennes représentations du vin effervescent inventé à la fin du XVIIe siècle,.
Les convives ne dégustent qu'un seul mets : des huîtres, très à la mode à cette époque, accompagnées de beurre, de sel ou d'ail. Ce sont de jeunes laquais avec une serviette à la taille qui ouvrent les huîtres pour les convives. Selon des ouvrages médicaux de l'époque, les huîtres étaient alors réputées pour leurs vertus aphrodisiaques : cette croyance pourrait expliquer pourquoi le tableau ne met en scène que des hommes et pas une seule femme, contrairement à son pendant, Le Déjeuner de jambon. Cette exclusivité masculine peut aussi s'expliquer par le fait qu'il était destiné à la décoration d'une salle à manger « de retour de chasse », essentiellement occupée par des hommes. Il s'agit de la première salle à manger du château de Versailles spécialement aménagée à cette fin, car auparavant, la table était dressée indifféremment dans n'importe quelle salle.
Le décor de la salle, somptueux, reprend dans sa partie haute une œuvre de Jean-François de Troy lui-même : il s'agit de Zéphyr et Flore (coll. privée, vers 1725-1726). Elle est reproduite inversée, dans un dessus de porte, le peintre faisant ainsi sa propre publicité.

## Œuvre en rapport
Une esquisse du tableau est conservée au musée du Louvre